# František Antonín Rössler
František Antonín Rössler (ook: Antonín Rössler, Franz Anton Rössler en ook Rösler en Rößler) (Litoměřice (Leitmeritz), 1750 – Ludwigslust, 30 juni 1792) was een Boheems componist, kapelmeester en contrabassist. Hij gebruikte zelf naar de Italianiserende mode van de tijd ook de namen: Francesco Antonio Rosetti en Antonio Rosetti. 
Pas in moderne tijd werden zijn voornamen Franz Anton in Tsjechoslowakije in een Tsjechische vorm gegoten.

## Levensloop
In het kerkboek van Leitmeritz is zijn geboorte niet gedocumenteerd. Daarom is zijn juiste naam onduidelijk (ook binnen Wikipedia worden verschillende varianten aangehouden). Blijkens het kerkboek van Wallerstein gebruikte hij bij zijn huwelijk zijn Italiaanse naam. Zijn basisopleiding kreeg hij op een Jezuïeten-college in Praag, waar hij ook muzieklessen ontving. In de jaren 1770 was hij in dienst bij de Russische graaf Alexej Fjodorovitsj Orlov, die bij het Oostenrijkse hof was gedetacheerd.  
Vanaf de herfst van 1773 was hij lakei en musicus (contrabassist) in de hofkapel van Ludwig Kraft Ernst Fürst zu  Oettingen-Wallerstein (1791-1870). 
Op 28 januari 1777 huwde hij met Rosina Neher. Samen kregen zij drie dochters, waarvan er twee zangeres werden. 
Aan het einde van het jaar 1781 verhuisde Rössler naar Parijs, waar hij met zijn composities veel succes had. Zijn werken werden zowel in Parijs als in andere Europese steden gepubliceerd. Hij was in zijn tijd een van de bekendste componisten. In mei 1782 kwam hij naar Wallerstein terug. Nadat Joseph Rejcha, een oom en de leraar van Antonín Rejcha, als kapelmeester van de hofkapel in 1785 ontslag had genomen, werd Rössler zijn opvolger, alhoewel hij het orkest ook vroeger meerdere malen gedirigeerd had. Om financiële redenen nam hij 1789 de betrekking aan van kapelmeester aan het hof van de (Groot)hertog Frederik Frans I van Mecklenburg-Schwerin in Ludwigslust. Rösslers inkomsten stegen daarna aanzienlijk.
Op 14 december 1791 werd in Praag tijdens de rouwplechtigheid voor Wolfgang Amadeus Mozart een Requiem van Rössler uitgevoerd, dat hij al in 1776 voor Marie Therese, de echtgenote Ludwig Kraft Ernst Graf von (sinds 1774 Fürst zu) Oettingen-Wallerstein, gecomponeerd had.

## Composities

### Werken voor orkest

#### Symfonieën
- 1779 Symfonie in C groot, voor 2 violen, 2 altviolen, cello/contrabas, 2 hobo's en 2 hoorns (A1)
- 1779 Symfonie in C groot, voor 2 violen, 2 altviolen, cello/contrabas, 2 dwarsfluiten, 2 hobo's, 2 hoorns en fagot (A5)
- 1779 Symfonie in C groot, voor 2 violen, 2 altviolen, cello/contrabas, 2 hobo's en 2 hoorns (A6)
- Symfonie in C groot, voor 2 violen, 2 altviolen, cello, contrabas, dwarsfluit, 2 hobo's, 2 hoorns en fagot (A8)
- Symfonie in C groot, voor 2 violen, 2 altviolen, cello, contrabas, dwarsfluit, 2 hobo's, 2 hoorns en fagot (A9)
- Symfonie in D groot, voor 2 violen, 2 altviolen, cello/contrabas, 2 hobo's en 2 hoorns (A12)
- Symfonie in D groot, voor 2 violen, 2 altviolen, cello, contrabas, dwarsfluit, 2 hobo's, 2 hoorns, fagot, 2 trompetten en pauken (A13)
- Symfonie in D groot, voor 2 violen, 2 altviolen, cello/contrabas, 2 dwarsfluiten, 2 hobo's, 2 hoorns en 2 fagotten (A14)
- Symfonie in D groot, voor 2 violen, 2 altviolen, cello/contrabas, 2 dwarsfluiten, 2 hobo's en 2 hoorns (A15)
- Symfonie in D groot, voor 2 violen, 2 altviolen, cello/contrabas, 2 hobo's en 2 hoorns (A16)
- Symfonie in D groot, voor 2 violen, 2 altviolen, cello/contrabas, 2 dwarsfluiten, 2 hobo's en 2 hoorns (A17)
- Symfonie in D groot, voor 2 violen, 2 altviolen, cello/contrabas, 2 hobo's en 2 hoorns (A19)
- Symfonie in D groot, voor 2 violen, 2 altviolen, cello, contrabas, 2 dwarsfluiten, 2 hobo's, 2 klarinetten, 2 fagotten, 2 hoorns, 2 trompetten en pauken (A20)
- Symfonie in D groot, voor 2 violen, 2 altviolen, cello, contrabas, dwarsfluit, 2 hobo's, 2 hoorns en fagot (A21)
- Symfonie in D groot, voor 2 violen, 2 altviolen, cello, contrabas, 2 dwarsfluiten, 2 hobo's, 2 hoorns, fagot, 2 trompetten en pauken (A22)
- Symfonie in Es groot, voor 2 violen, altviool, cello/contrabas, 2 hobo's en 2 hoorns (A23)
- Symfonie in Es groot, voor 2 violen, 2 altviolen, cello, contrabas, dwarsfluit, 2 hobo's, 2 hoorns en fagot (A27)
- Symfonie in Es groot, voor 2 violen, 2 altviolen, cello, contrabas, dwarsfluit, 2 hobo's, 2 hoorns en fagot (A28)
- Symfonie in Es groot, voor 2 violen, 2 altviolen, cello/contrabas, 2 hobo's en 2 hoorns (A29)
- Symfonie in F groot, voor 2 violen, 2 altviolen, cello/contrabas, 2 hobo's en 2 hoorns (A32)
- Symfonie in F groot, voor 2 violen, 2 altviolen, cello, contrabas, dwarsfluit, 2 hobo's, 2 hoorns en fagot (A33)
- Symfonie in G groot, voor 2 violen, 2 altviolen, cello, contrabas, (dwarsfluit), 2 hobo's, 2 hoorns en fagot (A39)
- Symfonie in G groot, voor 2 violen, 2 altviolen, cello, contrabas, dwarsfluit, 2 hobo's en 2 hoorns (A40)
- Symfonie in g klein, voor 2 violen, 2 altviolen, cello, contrabas, dwarsfluit, 2 hobo's, 2 hoorns en fagot (A42)
- Symfonie in Bes groot, voor 2 violen, 2 altviolen, cello, contrabas, 2 hobo's, 2 hoorns en fagot (A43)
- Symfonie in Bes groot, voor 2 violen, 2 altviolen, cello/contrabas, 2 hobo's, 2 hoorns en fagot (A45)
- Symfonie in Bes groot, voor 2 violen, 2 altviolen, cello, contrabas, dwarsfluit, 2 hobo's, 2 hoorns en fagot (A49)

#### Concerten voor instrumenten en orkest
- 1789 Concert (nr. 1) in G groot, voor piano, twee hobo's, twee hoorns en strijkers (opgedragen aan de pianiste Nannette von Schaden) (C2)
- 1790 Concert (nr. 2) in G groot, voor piano, twee hobo's, twee hoorns en strijkers (opgedragen aan de pianiste Nannette von Schaden) (C3)
- Concert in C groot, voor viool en orkest (C5)
- Concert in d klein, voor viool en orkest (C9)
- Concert in F groot, voor viool en orkest (C11)
- Concert in D groot "Symfonie concertante", voor twee violen en orkest (C14)
- Concert in G groot, voor altviool en orkest (C15)
- Concert in D groot, voor dwarsfluit en orkest (C17)
- Concert in G groot, voor dwarsfluit en orkest (C23)
- Concert in G groot, voor dwarsfluit en orkest (C27)
- Concert in G groot, voor dwarsfluit en orkest (C28)
- Concert in C groot, voor hobo en orkest (C30)
- Concert in C groot, voor hobo en orkest (C31)
- Concert in D groot, voor hobo en orkest (C33)
- Concert in F groot, voor hobo en orkest (C34)
- Concert in G groot, voor hobo en orkest (C36)
- Concert in G groot, voor hobo en orkest (C37)
- Concert in d klein, voor hoorn en orkest (C38)
- Concert in d klein, voor hoorn en orkest (C39)
- Concert in Es groot, voor hoorn en orkest (C40)
- Concert in Es groot, voor hoorn en orkest (C41)
- Concert in Es groot, voor hoorn en orkest (C42)
- Concert in Es groot, voor hoorn en orkest (C43)
- Concert in Es groot, voor hoorn en orkest (C47)
- Concert in Es groot, voor hoorn en orkest (C48)
- Concert in Es groot, voor hoorn en orkest (C49)
- Concert in E groot, voor hoorn en orkest (C50)
- Concert in E groot, voor hoorn en orkest (C51)
- Concert in E groot, voor hoorn en orkest (C52)
- Concert in F groot, voor hoorn en orkest (C53)
- Concert in Es groot, voor hoorn en orkest (C54)
- Concert in Es groot, voor hoorn en orkest (C55)
- Concert in Es groot, voor hoorn en orkest (C56)
- Concert in Es groot, voor hoorn en orkest (C57)
- Concert in E groot, voor hoorn en orkest (C58)
- Concert in E/F groot, voor hoorn en orkest (C60)
- Concert in F groot, voor hoorn en orkest (C61)
- Concert in Es groot, voor klarinet en orkest (C62)
- Concert in Es groot, voor klarinet en orkest (C63)
- Concert in Bes groot, voor fagot en orkest (C69)
- Concert in Bes groot, voor fagot en orkest (C73)
- Concert in Bes groot, voor fagot en orkest (C74)
- Concert in F groot, voor fagot en orkest (C75)

### Missen, oratoria, cantates en gewijde muziek
- 1776 Requiem in Es groot, voor sopraan, alt, tenor, bas, gemengd koor en orkest
- 1785 Der sterbende Jesus, passie-oratorium voor sopraan, alt, tenor, bas, gemengd koor en orkest
- 1785 Pange lingua, Hymnus voor solisten, gemengd koor en orkest
- 1785 Laetare mater ecclesia, motet
- 1785 Lauda, o Sion, Dominum, Graduale
- 1789 Das Winterfest der Hirten, cantate voor sopraan, alt, tenor, bas en orkest
- 1789-1790 Singet dem Herrn ein neues Lied, psalm
- 1789-1791 Mit Preis und Ruhm gekrönet, cantate
- 1790 Auf Teutschlands Genius oder Friedensfest, cantate
- 1790 Dank-Kantate, cantate
- 1790 Der Herr der aller Enden, koraalvariaties voor sopraan, alt, tenor, bas, gemengd koor, orkest en orgel
- 1790 Ewiger, dir singen wir, cantate
- 1790 Gesegnet sei die Stunde, Ode
- 1790 Jesus in Gethsemane, passie-oratorium voor sopraan, alt, tenor, bas, gemengd koor en orkest - tekst: Heinrich Julius Tode
- 1790-1791 Miserere
- 1791 Halleluja-Kantate, cantate voor sopraan, alt, tenor, bas, gemengd koor en orkest - tekst: Heinrich Julius Tode
- Jesu, rex fortissime, Hymnus voor solisten, gemengd koor en orkest
- Mis in c klein/C groot, voor solisten, gemengd koor en orkest
- Mis in D groot, voor solisten, gemengd koor, orkest en orgel
- Offertorium "Ecce video caelos apertos", voor solisten, gemengd koor en orkest
- Offertorium "O felix Roma", voor solisten, gemengd koor en orkest
- Offertorium "Huc ad este pie mentes", voor solisten, gemengd koor en orkest
- Requiem in Dis, voor solisten, gemengd koor, orkest en orgel

### Werken voor koren
- Parodie des Chorsatzes "Frohlockt! Der Fromme steht voll Zuversicht", voor gemengd koor

### Vocale muziek
- 1782-1788 78 Liederen, voor zangstem en piano

### Kamermuziek
- 1781 Trois Divertissement pour Clavecin ou Forte-Piano avec l'accompangement d'un violon et violoncelle
- 1783 Sextet, voor viool, dwarsfluit, twee hoorns, altviool en basso continuo
- 1790 Trio's, voor viool, cello en piano
- 1791 Parthia nr. 1, voor blazersoktet (2 dwarsfluiten, 2 hobo's, 2 hoorns en 2 fagotten)
- 1791 Parthia nr. 2, voor blazersoktet (2 dwarsfluiten, 2 hobo's, 2 hoorns en 2 fagotten)
- Kwartet in Es groot, voor 2 klarinetten en 2 hoorns (B17)
- Kwintet in Es groot, voor blazerskwintet (B6)
- Kwintet in F groot, voor dwarsfluit/hobo/klarinet, hoorn, viool, altviool en cello (B6)
- Notturno in Es groot, voor 2 violen, altviool, cello/contrabas, 2 dwarsfluiten en 2 hoorns (B27)
- Partita in D groot, voor 2 hobo's, 2 klarinetten, 2 hoorns en fagot (B1)
- Partita in D groot, voor 2 hobo's, 2 klarinetten, 2 hoorns en fagot (B2)
- Partita in D groot, voor 2 hobo's, 2 klarinetten, 2 hoorns en fagot (B3)
- Partita in D groot, voor 2 dwarsfluiten, 2 hobo's, 2 klarinetten, 2 hoorns, fagot en contrabas (B4)
- Partita in D groot, voor 2 dwarsfluiten, 2 hobo's, klarinet, hoorn, 2 fagotten en contrabas (B5)
- Partita in Es groot, voor dwarsfluit, hobo, 2 klarinetten, 2 hoorns en fagot (B7)
- Partita in Es groot, voor 2 hobo's, 2 klarinetten, 2 hoorns en 2 fagotten (B11)
- Partita in F groot "La chasse", voor 2 dwarsfluiten, 2 hobo's, 2 klarinetten, 3 hoorns, fagot en contrabas (B18)
- Partita in F groot, voor hobo, 2 hoorns, fagot en contrabas (B19)
- Partita in F groot, voor 2 dwarsfluiten, 2 hobo's, 2 klarinetten, 3 hoorns, 2 fagotten en contrabas (B20)
- Sextet in Bes groot, voor hobo, 2 klarinetten, 2 hoorns en fagot (B22)
- Sextet in D groot, voor viool, altviool, cello, dwarsfluit en 2 hoorns (B24)
- Sextet in D groot, voor violen/dwarsfluiten en harp/piano (B24)
- Sextet in Es groot, voor viool, 2 altviolen, cello/contrabas, dwarsfluit, hoorn (of fagot) (B26)

### Werken voor piano
- 56 karakterstukken en dansen (in de Blumenlese für Klavierliebhaber gepubliceerd)
- Sonates in F groot, G groot, Bes groot en F groot